# Rally Cataluña de 1959
El Rally Cataluña de 1959, oficialmente 3.º Rally Cataluña-10.º Vuelta a Cataluña, fue la tercera edición y la segunda ronda de la temporada 1959 del Campeonato de España de Rally. Fue también puntuable para el campeonato de Cataluña y se celebró del 12 al 14 de junio. Organizado por el RACC contó con el apoyo del Automobil Club d'Andorra y el A.S. Automobile Club du Roussillon. El recorrido total de unos 1200 km contaba además con cinco pruebas en cuesta y dos tramos de regularidad.

## Clasificación final
| Pos. | Piloto          | Copiloto          | Automóvil              | Puntos | Diferencia |
| ---- | --------------- | ----------------- | ---------------------- | ------ | ---------- |
| 1.   | Alex Soler-Roig | Manuel Romagosa   | Porsche                | 4      | 0.0        |
| 2.   | Juan Fernández  | Ramón Grifoll     | Alfa Romeo Giulieta TI | 32,5   | +28,5      |
| 3.   | Miguel Soler    | Fernando Grau     | Jaguar XK-150          | 54,5   | +50,5      |
| 4.   | Juan José Giró  | Ramón Magriñá     | Saab                   | 71,5   | +67,5      |
| 5.   | Juan Gasau      | Alberto Pratmarsó | Renault Dauphine       | 83,5   | +79,5      |
| 6.   | Andrés Matute   | Tomás Cuesta      | DKW                    | 91,1   | +87,1      |
| 7.   | «Milano»        | Alberto Vila      | Alfa Romeo TI          | 106,8  | +102,8     |
| 8.   | Luciano Eliakin | Agusto Lluch      | Saab 93                | 110,5  | +106,5     |
| 9.   | Víctor Sagi     | Gustavo Boy       | Renault Dauphine       | 114,0  | +100       |
| 10.  | Fernando Roqué  | Alfonso Marimón   | DKW                    | 130,7  | +99,7      |